# Liste der Länderspiele der portugiesischen Männer-Feldhandballnationalmannschaft
Diese Liste enthält Feldhandballspiele der portugiesischen Feldhandballnationalmannschaft der Männer.

## Legende
Dieser Abschnitt dient als Legende für die nachfolgenden Tabellen.
- A = Auswärtsspiel
- H = Heimspiel
- * = Spiel an neutralem Ort
- WM = Weltmeisterschaft
- rote Hintergrundfarbe = Niederlage der portugiesischen Mannschaft
- grüne Hintergrundfarbe = Sieg der portugiesischen Mannschaft
- gelbe Hintergrundfarbe = Unentschieden

## Liste der Spiele
| Nr. | Datum               | Ergebnis     | Gegner         |   | Austragungsort         | Anlass           | Zuschauer | Bemerkungen |
| --- | ------------------- | ------------ | -------------- | - | ---------------------- | ---------------- | --------- | ----------- |
| 01  | 3. Mai 1948         | 03:06        | Frankreich     | A | Fougères               | WM-Zwischenrunde |           |             |
| 02  | 29. Mai 1949 17:25  | 07:06        | Frankreich     | H | Porto                  |                  |           |             |
| 03  | 1. Jan. 1951        | 07:05        | Spanien        | H | Porto                  |                  |           |             |
| 04  | 6. Jan. 1951        | 08:07        | Spanien        | A | Madrid                 |                  |           |             |
| 05  | 4. März 1951        | 06:09        | Frankreich     | A | Bordeaux               |                  |           |             |
| 06  | 13. März 1951       | 07:10 (3:04) | Schweiz        | H | Porto                  |                  | 20 000    |             |
| 07  | 4. Apr. 1953        | 14:19        | Schweden       | H | Porto                  |                  |           |             |
| 08  | 29. Juni 1955 19:00 | 04:09 (3:06) | BR Deutschland | A | Berlin, Olympiastadion | WM-Vorrunde      |           |             |
| 09  | 30. Juni 1955 19:00 | 14:05        | Norwegen       | * | Minden, Weserstadion   | WM-Vorrunde      |           |             |
| 10  | 29. Mai 1956        | 07:22 (6:11) | BR Deutschland | A | Hannover               |                  |           |             |
| 11  | 1. Juli 1956        | 13:00 (6:00) | Spanien        | H | Porto, Estádio do Lima |                  |           | [ 1 ] [ 2 ] |
| 12  | 29. Juni 1957 19:30 | 06:18 (4:10) | BR Deutschland | H | Porto                  |                  |           |             |